# 陽地駅 (咸鏡南道)
陽地駅（ヤンジえき）は朝鮮民主主義人民共和国咸鏡南道琴湖地区に位置する朝鮮民主主義人民共和国鉄道省平羅線の駅である。

## 歴史
- 日時不明：開業。